# Mahmoud Bakhshi Moakhar
Mahmoud Bakhshi Moakhar (ur. 1977 w Teheranie) – irański artysta współczesny.
Jest twórcą przede wszystkim istalacji i prac wideo. Mieszka i pracuje w Teheranie.